# Ramón Soria Alonso
Ramón Soria Alonso (Alicante, 7 marzo 1989) è un ex calciatore spagnolo, di ruolo centrocampista.

## Carriera

### Club
Cresciuto nelle giovanili del Villarreal, in vista della stagione 2009-2010 è passato al Maiorca B. Ha esordito in Segunda División B in data 30 agosto 2009, quando ha sostituito Galera nella vittoria per 4-1 sul Gramenet. Il 4 settembre 2010 ha trovato la prima rete in squadra, nel successo per 0-5 arrivato sul campo del Benidorm.
Nel 2011 è passato all'Albacete, per cui ha giocato una sola partita di campionato: il 4 marzo 2012 è stato infatti titolare nel pareggio per 1-1 maturato sul campo del Toledo. In vista della stagione successiva si è accordato con lo Jove Español, mentre a gennaio 2013 è passato al Teruel.
A settembre 2013, Soria è stato tesserato dai norvegesi del Gjøvik, all'epoca militanti in 2. divisjon, terzo livello del campionato locale. Ha esordito con questa maglia in data 21 settembre, schierato titolare nella sconfitta per 1-0 subita sul campo del Frigg. Il 19 ottobre 2013 ha realizzato il primo gol, nella vittoria per 1-5 sul campo del Tønsberg.
Per la stagione 2014, Soria si è accordato con i canadesi dell'Ottawa Fury, militanti in NASL. Ha giocato la prima partita in squadra il 12 aprile, sostituendo Nicholas Paterson nella partita persa per 2-0 contro i Fort Lauderdale Strikers.
A gennaio 2015, i finlandesi dell'IFK Mariehamn hanno reso noto che Soria si sarebbe aggregato al resto della squadra per sostenere un provino: come permesso dai regolamenti locali, il giocatore avrebbe potuto giocare in Liigacup, anche senza aver firmato alcun contratto.
A febbraio 2015 è stato messo sotto contratto dagli sloveni del Celje: il 4 marzo ha esordito con questa casacca, nel 2-1 sul Krka. Il 2 luglio 2015 ha debuttato nelle competizioni europee per club, venendo schierato titolare nella sconfitta per 0-1 contro lo Śląsk Breslavia, sfida valida per i turni preliminari dell'Europa League.
A gennaio 2016 ha firmato per il Puerto Rico. È tornato a calcare i campi della NASL in data 2 luglio, schierato titolare nel pareggio per 1-1 contro l'Indy Eleven. Il 27 maggio 2017 è arrivato il primo gol, nel pareggio per 1-1 contro il Miami FC.
Il 31 gennaio 2018, Soria ha fatto ritorno in Spagna per giocare nel Formentera. Il 4 febbraio ha disputato la prima partita in squadra, in occasione della partita persa per 0-2 contro il Llagostera. Il 22 aprile ha siglato la prima rete con questa maglia, nella sconfitta per 1-3 subita contro il Sabadell.
Svincolato dopo questa esperienza, a gennaio 2019 ha fatto ritorno in Canada per giocare nell'Edmonton. Il 5 maggio 2019 ha vestito per la prima volta la maglia della nuova squadra, in occasione della vittoria per 1-2 in casa del Valour. Il 14 luglio ha segnato la prima rete, nella partita persa per 2-1 contro lo York United.
Il 5 gennaio 2021, l'Edmonton ha reso noto di aver confermato Soria in vista dell'imminente nuova stagione.

## Statistiche

### Presenze e reti nei club
Statistiche aggiornate al 12 settembre 2023.
| Stagione           | Club               | Campionato         | Campionato | Campionato | Coppe nazionali | Coppe nazionali | Coppe nazionali | Coppe continentali | Coppe continentali | Coppe continentali | Supercoppe | Supercoppe | Supercoppe | Totale | Totale |
| Stagione           | Club               | Comp               | Pres       | Reti       | Comp            | Pres            | Reti            | Comp               | Pres               | Reti               | Comp       | Pres       | Reti       | Pres   | Reti   |
| ------------------ | ------------------ | ------------------ | ---------- | ---------- | --------------- | --------------- | --------------- | ------------------ | ------------------ | ------------------ | ---------- | ---------- | ---------- | ------ | ------ |
| 2009-2010          | Maiorca B          | SDB                | 25         | 0          | -               | -               | -               | -                  | -                  | -                  | -          | -          | -          | 25     | 0      |
| 2010-2011          | Maiorca B          | SDB                | 27         | 2          | -               | -               | -               | -                  | -                  | -                  | -          | -          | -          | 27     | 2      |
| Totale Maiorca B   | Totale Maiorca B   | Totale Maiorca B   | 52         | 2          |                 | -               | -               |                    | -                  | -                  |            | -          | -          | 52     | 2      |
| 2011-2012          | Albacete           | SDB                | 1          | 0          | CR              | 1               | 0               | -                  | -                  | -                  | -          | -          | -          | 2      | 0      |
| 2012-gen. 2013     | Jove Español       | TD                 | ?          | ?          | CR              | ?               | ?               | -                  | -                  | -                  | -          | -          | -          | ?      | ?      |
| gen.-giu. 2013     | Teruel             | SDB                | 16         | 0          | CR              | -               | -               | -                  | -                  | -                  | -          | -          | -          | 16     | 0      |
| set.-dic. 2013     | Gjøvik             | 2D                 | 5          | 1          | CN              | -               | -               | -                  | -                  | -                  | -          | -          | -          | 5      | 1      |
| 2014               | Ottawa Fury        | NASL               | 19         | 0          | CC              | 1               | 0               | -                  | -                  | -                  | -          | -          | -          | 20     | 0      |
| gen. 2015          | IFK Mariehamn      | VL                 | 0          | 0          | CF+CdL          | 0+2             | 0               | -                  | -                  | -                  | -          | -          | -          | 2      | 0      |
| feb.-giu. 2015     | Celje              | 1.SNL              | 15         | 0          | CS              | 3               | 0               | -                  | -                  | -                  | -          | -          | -          | 18     | 0      |
| 2015-gen. 2016     | Celje              | 1.SNL              | 19         | 0          | CS              | 1+              | 0+              | UEL                | 2                  | 0                  | -          | -          | -          | 22+    | 0+     |
| Totale Celje       | Totale Celje       | Totale Celje       | 34         | 0          |                 | 4+              | 0+              |                    | 2                  | 0                  |            | -          | -          | 40+    | 0+     |
| 2016               | Puerto Rico        | NASL               | 21         | 0          | -               | -               | -               | -                  | -                  | -                  | -          | -          | -          | 21     | 0      |
| 2017               | Puerto Rico        | NASL               | 31         | 1          | -               | -               | -               | -                  | -                  | -                  | -          | -          | -          | 31     | 1      |
| Totale Puerto Rico | Totale Puerto Rico | Totale Puerto Rico | 52         | 1          |                 | -               | -               |                    | -                  | -                  |            | -          | -          | 52+    | 1+     |
| gen.-giu. 2018     | Formentera         | SDB                | 15         | 0          | CR              | -               | -               | -                  | -                  | -                  | -          | -          | -          | 15     | 0      |
| 2019               | Edmonton           | CPL                | 23         | 1          | CC              | 2               | 0               | -                  | -                  | -                  | -          | -          | -          | 25     | 1      |
| 2020               | Edmonton           | CPL                | 7          | 0          | CC              | 0               | 0               | -                  | -                  | -                  | -          | -          | -          | 7      | 0      |
| 2021               | Edmonton           | CPL                | 26         | 1          | CC              | 1               | 0               | -                  | -                  | -                  | -          | -          | -          | 27     | 1      |
| Totale Edmonton    | Totale Edmonton    | Totale Edmonton    | 56         | 2          |                 | 3               | 0               |                    | -                  | -                  |            | -          | -          | 59     | 2      |
| Totale             | Totale             | Totale             | ?          | ?          |                 | ?               | ?               |                    | ?                  | ?                  |            | -          | -          | ?      | ?      |